# الفینستون جکسون
الفینستون جکسون (به انگلیسی: Elphinstone Jackson) بازیکن فوتبال زادهٔ ۹ اکتبر ۱۸۶۸ اهل انگلستان بود که سابقهٔ بازی در تیم ملی فوتبال انگلستان را در کارنامهٔ خود دارد. وی در تاریخ ۷ مارس ۱۸۹۱ تنها بازی ملی خود را در مقابل تیم ملی فوتبال ولز انجام داد.